# Gele varaan
De gele varaan (Varanus flavescens) is een hagedis uit de familie van varanen (Varanidae), die voorkomt in Zuid-Azië.

## Beschrijving
De gele varaan is een middelgrote varaan, met een lengte tussen 45 en 95 cm inclusief staart en een gewicht tot 1,45 kg. Hij heeft subcorneale tanden die nauwelijks samengedrukt zijn. Zijn snuit is kort en bol, iets kleiner dan de afstand van de voorste rand van de oogkas tot de voorste rand van het oor; de canthus rostralis is duidelijk. Zijn neusgat is een schuine spleet, iets dichter bij het einde van de snuit dan bij de oogkas. De tenen zijn kort, waarbij de lengte van de vierde teen, gemeten vanaf het scharnier met de tarsus tot aan de basis van de klauw, niet langer is dan de lengte van het dijbeen. De staart van de varaan is zwak samengedrukt en bovenaan gekield. De hoofdschubben zijn klein en ongelijk; de middelste reeks supraoculaire schubben is licht overdwars uitgezet. De schubben aan de bovenzijde zijn gemiddeld groot, ovaal en gekield. De buikschubben zijn glad en staan in 65 tot 75 dwarse rijen. De staartschubben zijn gekield; de staartkiel heeft een zeer lage, dubbel getande kuif. 
Volwassen dieren zijn olijf- of geelbruin van boven, met onregelmatige donkere strepen die meestal samenvloeien in brede dwarsstrepen; een zwartachtige streep in de slaap; de onderkanten zijn geelachtig, met vrij onduidelijke bruine dwarsstrepen, die het duidelijkst zijn op de keel. Jonge individuen zijn donkerbruin van boven, met gele vlekken die samenvloeien in dwarsbalken; onderoppervlakken geel, met donkerbruine dwarsbalken.
Op elke tandpositie staat op elk moment slechts één vervangend gebit klaar.

## Verspreiding en leefgebied
De gele varaan komt voor in de riviervlaktes van de Indus, Ganges en Brahmaputra in India, Pakistan, Nepal, Bhutan en Bangladesh. Hij leeft in natte gebieden, aan de randen van bossen en in de buurt van menselijke nederzettingen en landbouwgrond. Door zijn korte achtertenen is hij niet efficiënt in het beklimmen van bomen.

## Gedrag en ecologie
De gele varaan thermoreguleert door te verplaatsen tussen zon- en schaduwplekken, vergelijkbaar met andere dagactieve hagedissen. Er is ook een melding van een varaan die op een hoop hete as lag die was achtergelaten door een door mensen aangestoken vuur, schijnbaar om er warmte van te krijgen.
Hij is mogelijk in staat tot speelgedrag. In een moerasgebied werd een gele varaan waargenomen terwijl hij afwisselend verticaal zwom en onbeweeglijk dreef.

## Bedreigingen
Rechtstreekse doding is de grootste bedreiging voor de gele varaan. Gebrek aan kennis over de soort bij de lokale bevolking is de oorzaak van het grootste deel van het doden, terwijl het merendeel is gerelateerd aan het gebruik van en de handel in de huid. Het creëren van beschermde gebieden is onvoldoende voor de soort, omdat het grootste deel van zijn potentiële leefgebied buiten de beschermde gebieden ligt en hij vaak dicht bij menselijke nederzettingen wordt aangetroffen; dit vergroot de bedreiging voor de soort. In Nepal wordt zijn huid te koop aangeboden op wildmarkten.

## Bescherming
De gele varaan is beschermd in alle landen van zijn verspreidingsgebied, behalve Pakistan, Nepal, India, Bhutan en Bangladesh. De werkelijke populatie of populatietrends zijn onbekend. De populatiedichtheid van de gele varaan is echter laag, zelfs in zijn favoriete habitat. Beperkte studies suggereren dat de soort afneemt, maar er zijn meer studies nodig om de werkelijke trend van de soort te bevestigen.